# Krümmel (Adelsgeschlecht)

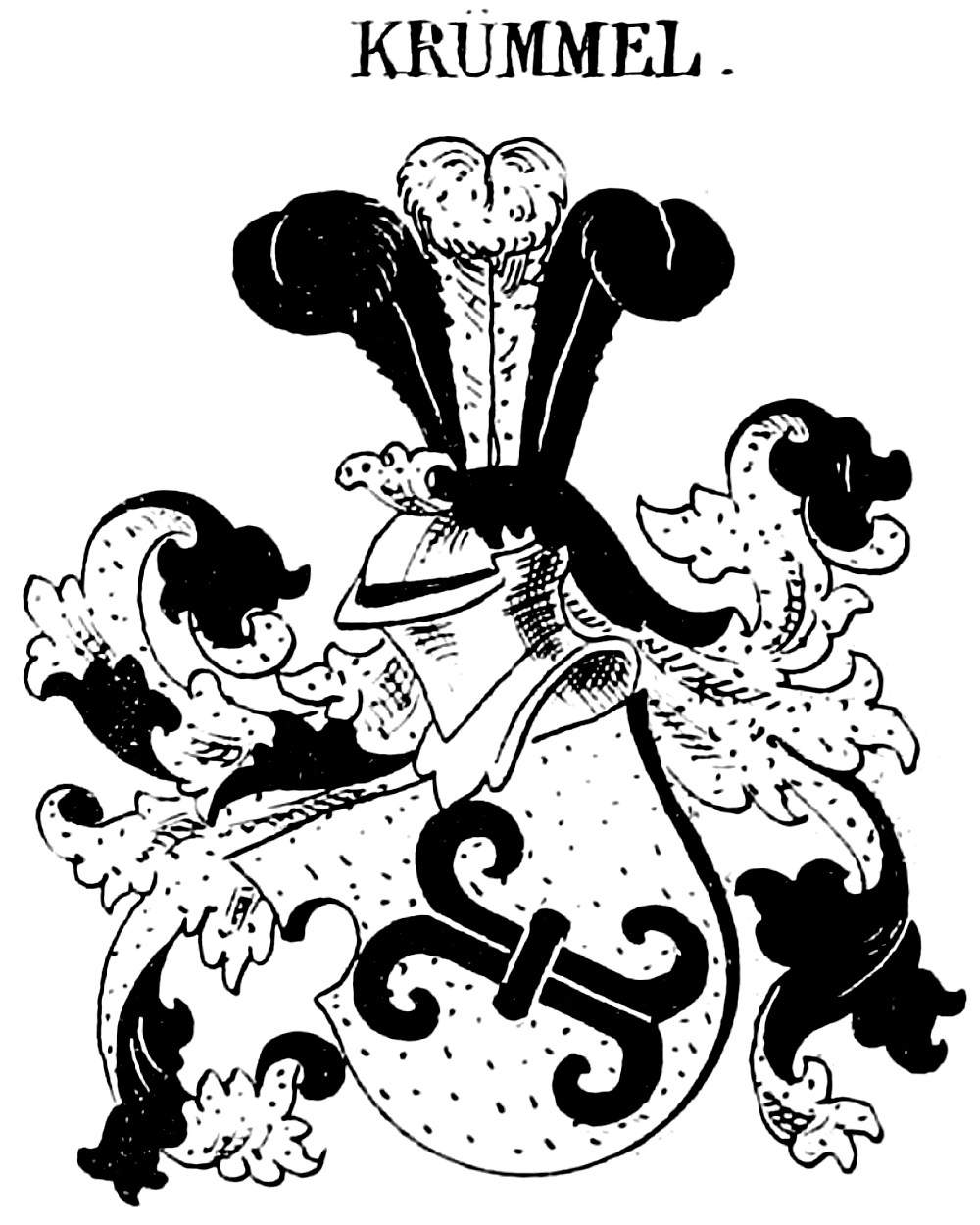
Wappen derer von Krümmel

Krümmel, historisch auch Krumel, Krummel oder Krymmele, ist der Name eines erloschenen pommerschen Adelsgeschlechts, das ursprünglich aus Holstein stammte.

## Geschichte
Im Jahre 1355 erhielt Friedrich Krümmel, mit dem auch die gesicherte Stammreihe beginnt, die Güter Dünnow, Muddel, Horst, Lindow und Starkow als Lehen. 1499 wurde Jürgen Krumel (= Georg I. von Krümmel) mit diesen Gütern belehnt. 1544 empfingen Christoph und Wulf Krümmel von Herzog Barnim IX. von Pommern-Stettin ihre Lehen. Horst und Storkow waren zu diesem Zeitpunkt nicht mehr bei der Familie. Der Sage nach, hatte Wulf Krümmel diese zur Sühne für den von ihm verübten Priestermord an das Kloster Gallenzin abgetreten. Mit Georg II. von Krümmel (1539–1602) ⚭ Margarthe von Below, der in besonderer Gunst Herzogs Johann Friedrich stand, denn er hatte von diesem nicht nur die Gesamte Hand am bisherigen Familienbesitz und der von ihm erworbenen Feldmark Reddichow erhalten, sondern auch an den Gütern der Familie seiner Gattin, hat das Geschlecht seinen Ausgang gefunden. Dünnow, Lindow und Muddel fielen an die von Below, wo Dünnow bis 1843 besitzlich verblieb. Im Jahre 1630 ist auch die letzte Tochter der Familie verstorben.
Nach Ledebur soll die Familie im 14. Jahrhundert auch Silligsdorf und zu Beginn des 16. Jahrhunderts auch Neuendorf im späteren Kreis Regenwalde besessen haben.

## Wappen
Das Wappen zeigt in Gold einen nach rechts gelegten schwarzen Maueranker. Auf dem Helm mit schwarz-goldenen Decken drei (schwarz-gold-schwarz) Straußenfedern.